# Jason Orange
Jason Thomas Orange (* 10. července 1970 Manchester) je anglický zpěvák, skladatel, hudebník a herec. Byl členem Take That v letech 1990–1996 a znovu v roce 2005. V polovině 80. let byl součástí breakdancové skupiny Street Machine. Orange se připojil k chlapecké skupině Take That v září 1989. Orange se také objevil v roce 1998 v dramatu Killer Net a v komedii Shameless. Na albu Beautiful World z roku 2006 Orange přispěl jak psaní písní, tak i zpěvem. Dne 24. září 2014 bylo oznámeno, že Orange opustil skupinu a prohlásil, že si nepřeje pokračovat v nahrávání hudby a cestování.